# Abbazia di Santa Maria di Carpice
L'abbazia di Santa Maria di Carpice è un complesso ex monastico sito nel Comune di Moncalieri. L'attuale struttura risale al XVIII secolo, ma le origini risalgono all'anno 1000. Si compone di tre edifici, la chiesa di Santa Maria - San Lorenzo, che contiene i preziosi affreschi di Michele Antonio Milocco, la cosiddetta ex-canonica e un fabbricato anticamente destinato ad attività artigianali. 

## Storia

### Le origini
La curtis Carpice è un insediamento molto antico, come testimoniano i resti romani, presenti nei pressi dell'attuale via Juglaris. Prima dell'anno Mille era una fiorente comunità agricola, dotata di due cappelle con annessi cimiteri. 
All'inizio dell'XI secolo, il vescovo di Torino Gezone trasferisce la curtis di Carpice tra i possedimenti del neonato monastero benedettino dei Santi Solutore, Avventore e Ottavio di Torino, insieme a numerosi altri tenimenti nella Val Sangone e sul tracciato del fiume None (oggi Chisola).
Fra il 1079 e il 1080 la contessa Adelaide di Savoia cede la proprietà di metà della curtis di Carpice al monastero dei Santi Solutore, Avventore e Ottavio. Nel territorio di Carpice vengono costruite due nuove cappelle, quella di San Quirico (distrutta e di cui si sono perse le tracce) e quella costruita in onore della Santa Madre di Dio (di qui il nome di Santa Maria di Carpice, dato all'Abbazia e il termine Villa Mariana dato all'insediamento abitativo).
I possedimenti dell'abbazia, uniti a quelli di altre realtà monastiche benedettine e della gente di Carpice erano molto ampi: si andava da Moncalieri a Vinovo - La Loggia fino a Candiolo e Stupinigi.

### La crisi
Tra il XII e il XIII secolo l'abbazia di Carpice vive un periodo di profonda crisi disciplinare, che spinge il vescovo di Torino ad assoggettarla all'Abate di San Michele della Chiusa. Intanto, il rapporto con i diversi rami di Casa Savoia si infittisce e numerosi nobili figurano quali signori di Carpice.
Il Duecento è un secolo importante per la storia di Carpice: da un lato, l'Abbazia esercita sul territorio i pieni poteri signorili, dall'altro i signori di Carpice e i monaci danno vita all'omonimo Comune signorile; nel 1228 questo Comune figura, insieme a quelli di Testona e Mairano, tra i fondatori della villanova di Moncalieri, a sud del fiume Po, a ridosso del ponte sul fiume e importante nodo viario dell'epoca. La popolazione di Carpice inizia un lento trasferimento verso il nuovo centro abitato - che verrà costituito in Comune nel 1230 - spinta dalle continue esondazioni del Chisola che minacciava case e terreni.
Nella seconda metà del XIII secolo l'Abbazia sembra perdere terre e poteri signorili, vedendo la comparsa di numerosi soggetti che compaiono quali possessori nel territorio di Carpice.

### XIV e XV secolo: mulini e trasformazioni
Vera ricchezza del territorio su cui gravitava l'Abbazia di Santa Maria di Carpice erano i mulini, di cui uno ancora visibile sulla odierna strada Carpice. Lo possiamo dedurre dalla quantità di liti incentrate sull'utilizzo e sulla proprietà di questi mulini, ma anche dalla capillarità dei rii e dei canali che costellano il territorio. I mulini presenti nel XV secolo erano sei, quasi interamente di proprietà abbaziale; soltanto nel 1502 il Comune di Moncalieri, a seguito di contenziosi e acquisizioni, riuscirà ad ottenere la proprietà di tutti i sei mulini. Le ruote molitorie di Carpice saranno in funzione fino al Novecento, dopo aver subito una ricostruzione e vari ammodernamenti nel corso dell'Ottocento.
Nel XV secolo, l'ordine benedettino subisce profonde trasformazioni. Anche l'Abbazia di Carpice vive queste trasformazioni, tanto che il nuovo oratorio, costruito in quell'epoca sui resti dell'edificio precedente, riceve la titolatura a San Lorenzo martire, santo patrono del nuovo ordine dei Benedettini Riformati di San Lorenzo, che nella basilica romana di San Lorenzo in Lucina ha il suo centro.

### XVIII secolo: la nuova chiesa e gli affreschi del Milocco
Carlo Francesco Boggio (1670? – 1735), abate del monastero vescovile benedettino di San Solutore, ricostruì completamente la chiesa nel 1732, la fece affrescare da Michele Antonio Milocco e la dedicò a Santa Maria e a San Lorenzo.
A ridosso dell'altare policromo fu posta una pala raffigurante l’Assunzione di Maria attorniata da San Lorenzo, i Santi martiri Solutore, Avventore e Ottavio, San Francesco e San Carlo Borromeo. Quest'opera è andata dispersa.
L'opera di maggior pregio contenuta nella chiesa di Santa Maria e San Lorenzo di Carpice è però il pregevole affresco che orna la cupola: dipinto da Michele Antonio Milocco, raffigura il trionfo di San Lorenzo. L'attenzione dell'osservatore viene catturata dal santo, vestito con i paramenti diaconali, che indica con le dita il cielo verso cui è interamente protratto. Attorno a lui, uno stuolo di angeli lo accompagnano e uno di essi indica un libro sul quale è indicato il nome dell'artista e l'anno di realizzazione, 1732.
Durante i sopralluoghi propedeutici al restauro della cupola, è emerso uno stemma nobiliare, probabilmente legato a Carlo Francesco Boggio, sulla parete nord sopra la porta d'ingresso. Inoltre, in alcuni punti si è notato una tinta azzurra delle pareti segno della presenza di altre parti affrescate o comunque dipinte.

### Da Napoleone a oggi
Nel 1796 Napoleone Bonaparte confiscò ai monaci benedettini la Abbazia di Carpice; di qui il complesso cambiò diverse proprietà fino al 1985 quando Michele Canuto, ultimo proprietario, la cedette al Comune di Moncalieri quale scomputo di oneri di urbanizzazione.
La chiesa di Santa Maria e San Lorenzo divenne una cappella privata ad uso pubblico, officiata presumibilmente fino al primo dopoguerra.
Con lo spopolamento della campagna circostante, iniziò il declino del complesso ex monastico e gli edifici caddero nell'abbandono. La chiesa, pur senza essere mai sconsacrata, venne utilizzata come deposito di materiali e gli altri locali abitati da indigenti fino agli anni Novanta del secolo scorso.
Nel 2010, su indirizzo dell'associazione culturale UNI.VOCA, il commissario prefettizio decise la realizzazione di una struttura in lamiera per proteggere la chiesa e gli affreschi in essa contenuta dalle intemperie.
Nel 2014 venne costituita l'Associazione Polo Culturale Moncalierese, con lo scopo di avviarne il restauro conservativo e la fruibilità turistica. Nel logo dell'Associazione campeggia proprio il profilo della chiesa di Carpice.
Nel 2015, la Giunta comunale di Moncalieri, guidata dal Sindaco Paolo Montagna, avviò i lavori di rifacimento del tetto della chiesa e la messa in sicurezza della struttura. I lavori terminarono nel mese di giugno 2016.
Nel 2016, la Soprintendenza dei beni architettonici e paesaggistici del Piemonte avviò i lavori di fissaggio e restauro degli affreschi di Michele Antonio Milocco che ornano la cupola della chiesa.
Al 2025 l'abbazia risulta presente nella lista del FAI - Fondo per l'Ambiente italiano come luogo italiano da non dimenticare e nell'elenco del Ministero della cultura quale bene abbandonato da tutelare.

## Come arrivarci
L'Abbazia di Carpice si trova in strada Carpice, 10 nel territorio delle borgate S. Maria - reg. Carpice.
Da Moncalieri si imbocca la strada Carignano fino a raggiungere, a destra, la via Regione Carpice. Dopo 200 metri la facciata della chiesa si intravede dietro il recinto di una ditta di autotrasporti.